# Takayuki Mae
Takayuki Mae (født 6. september 1993) er en japansk fodboldspiller, som spiller for den japanske fodboldklub Renofa Yamaguchi FC.